# Zhengzhou Open 2019
Lo Zhengzhou Open 2019, conosciuto anche come ICBC Credit Card Zhengzhou Open 2019 per motivi di sponsorizzazione, è stato un torneo di tennis giocato sul cemento. È stata la sesta edizione dello Zhengzhou Open, che fa parte della categoria Premier nell'ambito del WTA Tour 2019. Si è giocato al Central Plains Tennis Center di Zhengzhou, in Cina, dal 9 al 15 settembre 2019.

## Partecipanti

### Teste di serie
| Nazionalità | Giocatrice        | Ranking* | Testa di serie |
| ----------- | ----------------- | -------- | -------------- |
| Rep. Ceca   | Karolína Plíšková | 3        | 1              |
| Ucraina     | Elina Svitolina   | 5        | 2              |
| Paesi Bassi | Kiki Bertens      | 7        | 3              |
| Bielorussia | Aryna Sabalenka   | 13       | 4              |
| Germania    | Angelique Kerber  | 24       | 5              |
| Stati Uniti | Sofia Kenin       | 20       | 6              |
| Croazia     | Petra Martić      | 22       | 7              |
| Francia     | Caroline Garcia   | 27       | 8              |

* Ranking al 26 agosto 2019.

### Altre partecipanti
Le seguenti giocatrici hanno ricevuto una wild card per il tabellone principale:
- Duan Yingying
- Angelique Kerber
- Yang Zhaoxuan

Le seguenti giocatrici sono passate dalle qualificazioni:

- Lu Jiajing
- Lesley Kerkhove
- Wang Meiling
- You Xiaodi

### Ritiri
Prima del torneo
- Simona Halep → sostituita da  Tereza Martincová
- Anett Kontaveit → sostituita da  Jeļena Ostapenko
- Maria Sakkarī → sostituita da  Jasmine Paolini
- Lesja Curenko → sostituita da  Fiona Ferro
- Wang Qiang → sostituita da  Chloé Paquet

## Campionesse

### Singolare
Karolína Plíšková ha sconfitto in finale  Petra Martić con il punteggio di 6-3, 6-2.
- È il quindicesimo titolo in carriera per Plíšková, il quarto della stagione.

### Doppio
Nicole Melichar /  Květa Peschke hanno sconfitto in finale  Yanina Wickmayer /  Tamara Zidanšek con il punteggio di 6-1, 7–6(2).